# Paradaxata alboplagiata
Paradaxata alboplagiata är en skalbaggsart som beskrevs av Stefan von Breuning 1938. Paradaxata alboplagiata ingår i släktet Paradaxata och familjen långhorningar. Inga underarter finns listade i Catalogue of Life.